# Rosskreppfjorden
Der Rosskreppfjorden ist ein See in der norwegischen Provinz (Fylke) Agder. Der See liegt auf der Grenze zwischen den beiden Kommunen Valle und Sirdal. Der See wird als Stausee für das Kraftwerk Roskrepp genutzt.

## Lage
Der Rosskreppfjorden liegt auf einer Höhe von 890 bis 929 moh. in einer von Bergen und weiteren Seen geprägten Landschaft. Am Nordufer des Sees befindet sich der Berg Urdalsknuten mit einer Höhe von 1433 moh. Der Westen des Sees gehört zur Kommune Sirdal, der Osten geht in die Kommun Valle ein. Im Süden des Rosskreppfjordens verläuft in Ost-West-Richtung der Fylkesvei 450.
Im Rosskreppfjorden befinden sich einige kleinere Inseln. Auf einer Insel im Norden des Sees befindet sich eine Erhebung mit einer Höhe von über 1000 moh. Entlang des Ufers befinden sich einige Moorgebiete. Der Rosskreppfjorden geht in das Einzugsgebiet der Kvina ein, die im Süden des Flusses abfließt und an der südnorwegischen Küste in den Fedafjord mündet.

## Nutzung als Stausee
Der See dient als Speicher für das Wasserkraftwerk Roskrepp, das im Jahr 1979 in Betrieb genommen wurde. Der erste Damm am Rosskreppfjorden entstand in den 1920er-Jahren, der den See um etwa 2,5 Meter aufstaute. Die heutigen drei großen Staudämme im Süden des Sees wurden 1966–1968 gebaut. Der Wasserstand kann zwischen 890 und 929 moh. reguliert werden.
Das Kraftwerk nutzt die rund 88 Meter Fallhöhe zwischen dem Rosskreppfjorden und dem weiter südwestlich gelegenen See Øyarvatn aus. Die eingesetzte Francis-Turbine hat eine Leistung von 50 MW. Zwischen 1991 und 2020 lag eine mittlere Jahresproduktion von etwa 110 GWh vor. Strom wird hauptsächlich in den Wintermonaten, während die Strompreise am höchsten liegen, produziert. Ab Frühling wird das Wasser aus der Schneeschmelze und den Niederschlagsmengen angesammelt.

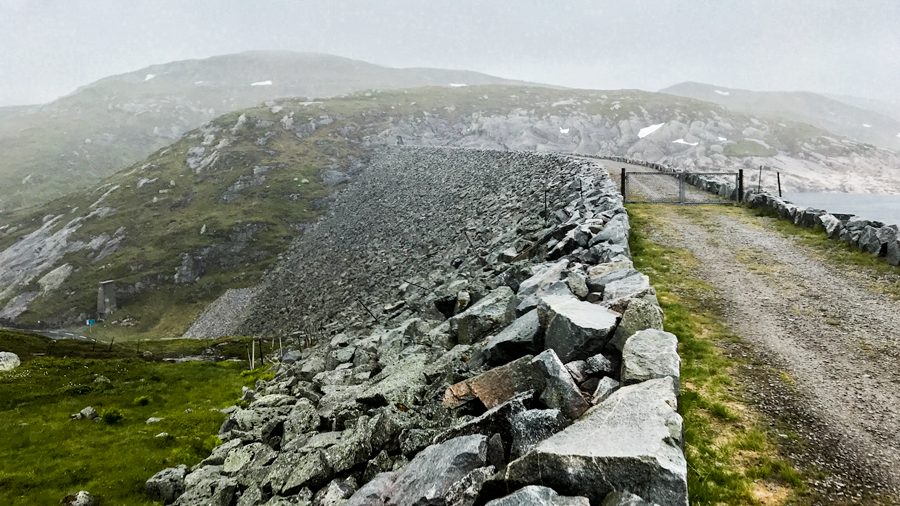
Blick nach Westen entlang der Dammkrone des Hauptdammes
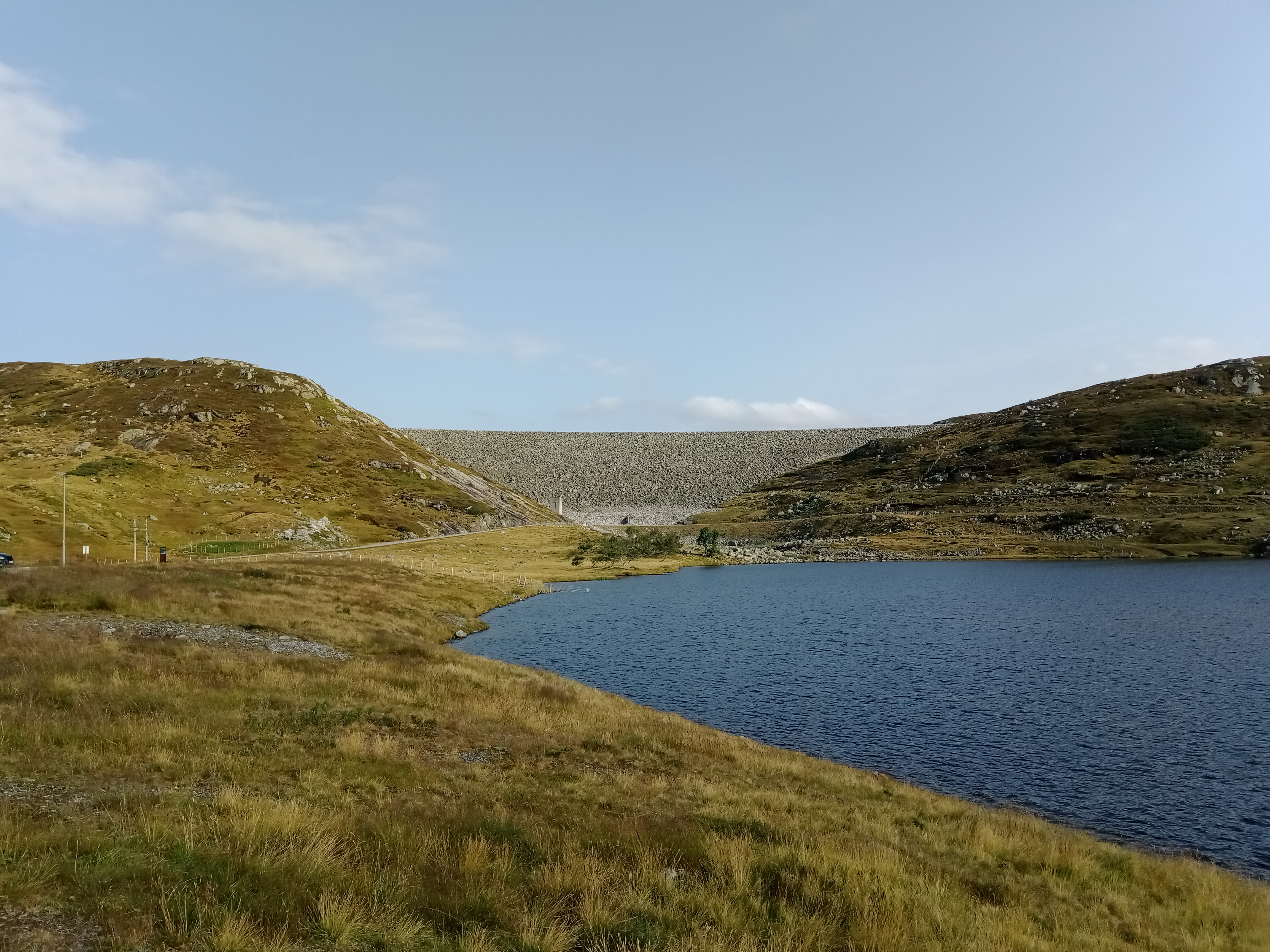
Hauptdamm vom Håhellervatnet aus gesehen
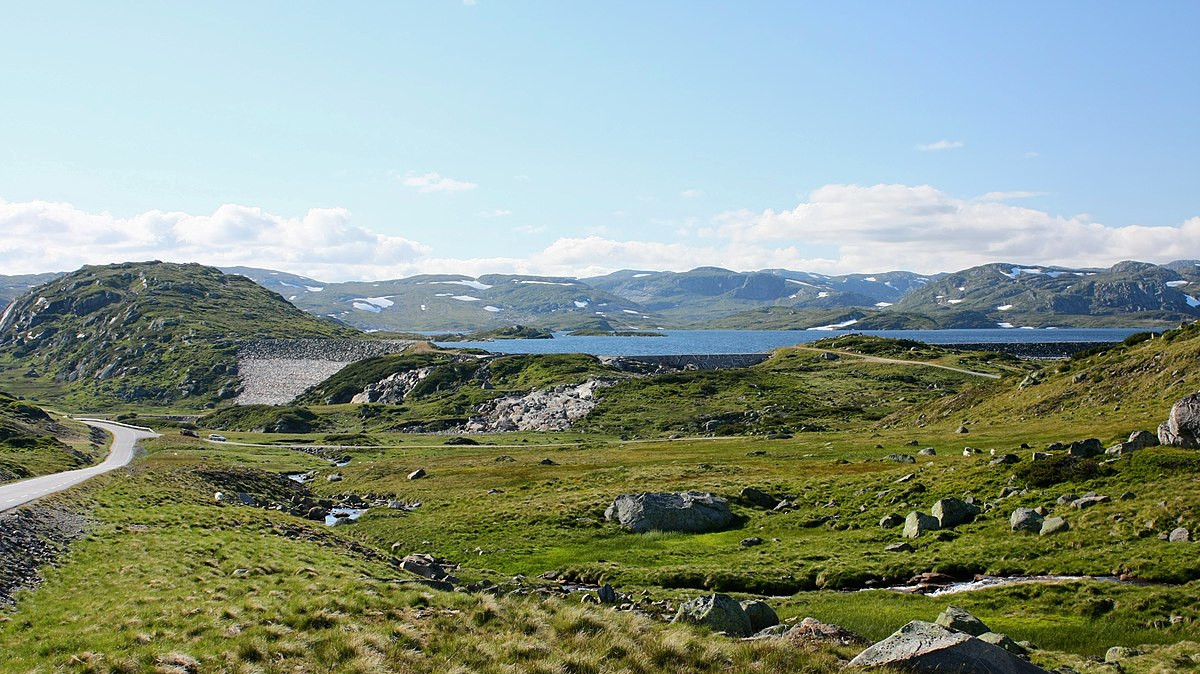
Nebendamm 2 (links) und 3 (rechts), in der Mitte die Staumauern der Hochwasserentlastung